# Otostigmus ceylonicus
Otostigmus ceylonicus är en mångfotingart som beskrevs av Haase 1887. Otostigmus ceylonicus ingår i släktet Otostigmus och familjen Scolopendridae.
Artens utbredningsområde är:
- Myanmar.
- Sri Lanka.

Inga underarter finns listade i Catalogue of Life.